# 阿莫 (印地安納州)
阿莫（英語：Amo）是一個位於美國印地安納州亨德里克斯縣的城鎮。

## 人口
根據2010年美國人口普查的數據，阿莫的面積為1.58平方千米，當中陸地面積為1.58平方千米，而水域面積為0.00平方千米。當地共有人口401人，而人口密度為每平方千米254人。